# Knickfuß
Als Knickfuß (Pes valgus) bezeichnet man eine krankhafte Fehlstellung des Fußes, mit einer Senkung am medialen (inneren) Fußrand und einer Anhebung des lateralen (äußeren) Fußrands.

## Entwicklungsphasen und Vorbeugung
Der Knickfuß tritt häufig in Verbindung mit dem Senk- oder Plattfuß auf. Beim Kleinkind ist in einem gewissen Zeitraum ein Knickfuß physiologisch, d. h. der Normalfall. Im Alter von acht bis zehn Jahren sollte der Kinderfuß jedoch soweit gefestigt sein, dass der Fuß nicht mehr oder nur noch minimal nach innen einknickt. Ist dies nicht der Fall, sollte so früh wie möglich mit Fußgymnastik begonnen werden. Auch Barfußgehen auf unebenen Naturböden wirkt positiv auf die Stabilisierung des Fußes.
Schmerzen treten hauptsächlich am inneren Knöchel und Innenlängsgewölbe (da sehr oft gleichzeitig eine Senkung desselben vorhanden ist) auf. Der Knöchelschmerz zieht sich später am Bein seitlich hoch. Der innere Knöchel tritt stark hervor, eine Verschiebung im unteren Sprunggelenk ist vorhanden, wobei das Fersenbein nach außen abweicht.

## Ursachen
Ein Knickfuß kann im Laufe des Lebens erworben oder angeboren sein. Erworbene Knickfüße können Folge eines Senkfußes, eines Traumas, einer spastischen Lähmung, einer Infektion sowie von Rheuma, Überlastungsschaden bei instabilen Bändern oder Adipositas mit Achsenfehlstellung der Beine sein.

## Entstehung des Knickfußes
Der Sprungbeinkopf wird, aufgrund von Überbeanspruchung der Füße im Verhältnis zur Muskelkraft (meist im Kindesalter), nach unten gepresst und nach medial verschoben. Dabei gerät das Fersenbein in Pronationsstellung. Somit erscheint der innere Knöchel stärker, und das Sprungbein ist unter dem inneren Knöchel deutlich sichtbar (dieser „doppelte Knöchel“ ist das sichtbarste Erkennungszeichen für den Knickfuß). Durch die veränderte Lage des Sprungbeins in der Knöchelgabel erhält der Fuß eine Schrägstellung gegenüber dem Unterschenkel, außerdem senkt sich der Fußinnenrand.

## Folgen
Grundsätzlich beeinträchtigt der Knickfuß die Statik des Körpers. O-Beine, X-Beine und Knieprobleme sind eine Folgeerscheinung unbehandelt gebliebener Knickfüße.
Zusätzlich wird bei der X-Beinstellung das Becken gekippt, was zu einer stärkeren Lordose in der Lendenwirbelsäule führen kann. Diesbezüglich können hier weitere Schmerzen entstehen, hinauf bis zum Kopf.

## Behandlung
Steht der Knickfuß in Verbindung mit einem Senkfuß, kann man im Schulalter mit modernen Maßeinlagen und zusätzlicher Kranken- bzw. Fußgymnastik durchaus eine Normalisierung des Fußes erzielen. In schweren Fällen können Nancy-Hylton- oder Ringorthesen erforderlich sein.

## Knickfuß bei Tieren
Ein Pes valgus tritt vor allem bei großwüchsigen Haushundrassen auf. Ursache ist hier eine Störung des Wachstums der unteren (distalen) Wadenbein-Epiphysenfuge. Sekundär kann es durch die Gliedmaßenfehlstellung zu einer Patellaluxation kommen. Die Behandlung erfolgt durch eine Korrekturosteotomie.